# Rossinyol bord de capell
La rossinyol bord de capell (Cettia brunnifrons) és una espècie d'ocell de la família dels cètids (Cettiidae). Es troba a Bhutan, Xina, l'Índia, Nepal, Myanmar i Pakistan. Els seus hàbitats principals són els boscos temperats i les praderies i matollars temperats,. El seu estat de conservació es considera de risc mínim.